# Théo Lopez
 Théo Lopez, né le 13 mars 2000, est un skieur alpin français, champion de France de slalom en 2025.

## Biographie
Théo Lopez est licencié au club de Valloire.
En février 2014, il remporte le titre de champion de France Benjamins U14 (moins de 14 ans) de slalom à Courchevel.
Deux ans plus tard en mars 2016, il est sacré champion de France U16 (moins de 16 ans) de slalom à Font-Romeu devant Augustin Bianchini et Guerlain Favre.
L'année suivante en mars 2017, il est sacré champion de France U18 (moins de 18 ans) de slalom à La Clusaz en devançant Loévan Parand. 
Il fait ses débuts en coupe d'Europe le janvier 2018 dans le slalom de Chamonix. Il y marque ses premiers points en janvier 2021 dans le slalom de Val Cenis
Il est entraîné par le comité de Savoie et décide à partir de la saison 2022-2023 d'intégrer la structure privée Orsatus. Sa carrière est ralentie par des douleurs persistantes aux tibias (periostites). 
A la fin de la saison 2024-2025, il arrive aux championnats de France après 2 victoires probantes dans les slaloms de Ski Chrono Samse Tour à Chamrousse,. Le 6 avril 2025, il créée la sensation en étant sacré champion de France Elite de slalom à Méribel sur la piste du Roc de Fer,. Il y devance les meilleurs skieurs français de la spécialité tels Steven Amiez et Victor Muffat-Jeandet.

## Palmarès

### Coupe d'Europe
24 épreuves disputées (à fin avril 2025) : 
- 3 tops-30

#### Classements
| Saison / Épreuve | Saison / Épreuve | Général | Général | Descente | Descente | Super G | Super G | Géant  | Géant  | Slalom | Slalom | Combiné | Combiné |
| ---------------- | ---------------- | ------- | ------- | -------- | -------- | ------- | ------- | ------ | ------ | ------ | ------ | ------- | ------- |
| Saison / Épreuve | Saison / Épreuve | Class.  | Points  | Class.   | Points   | Class.  | Points  | Class. | Points | Class. | Points | Class.  | Points  |
| 2021             | 2021             | 225e    | 2       | -        | -        | -       | -       | -      | -      | 86e    | 2      | -       | -       |
| 2023             | 2023             | 220e    | 1       | -        | -        | -       | -       | -      | -      | 85e    | 1      | -       | -       |
| 2025             | 2025             | 219e    | 1       | -        | -        | -       | -       | -      | -      | 77e    | 1      | -       | -       |

### Championnats de France

#### Élite
| Édition / Epreuve                                        | Descente | Super-G | Slalom géant | Slalom  | Super combiné |
| -------------------------------------------------------- | -------- | ------- | ------------ | ------- | ------------- |
| Championnats 2017 Val Thorens/Lélex                      | -        | 49e     | 29e          | 10e     | 31e           |
| Championnats 2018 Châtel                                 | 48e      | 39e     | 29e          | 14e     | 22e           |
| Championnats 2019 Auron / Isola 2000                     | -        | -       | -            | Abandon | -             |
| Championnats 2020 Val Thorens                            | annulée  | annulé  | annulé       | annulé  | annulé        |
| Championnats 2021 Châtel / Saint-Jean-d'Aulps / Les Gets | -        | 43e     | 17e          | 12e     | 24e           |
| Championnats 2022 Auron / Isola 2000                     | -        | -       | 22e          | Abandon | -             |
| Championnats 2023 Les Orres                              | -        | 22e     | -            | Abandon | -             |
| Championnats 2024 Megève                                 | annulée  |         | -            | 10e     | -             |
| Championnats 2025 Méribel                                | -        | -       | -            | Or      | -             |

#### Jeunes
3 titres de Champion de France de slalom

##### U18 (moins de 18 ans)
2018 à Tignes :
- 3e des championnats de France de slalom

2017 à La Clusaz :
- Champion de France de slalom

##### U16 (moins de 16 ans)
2016 à Font-Romeu :
- Champion de France de slalom

##### Benjamins U14 (moins de 14 ans)
2014 à Courchevel :
- Champion de France de slalom